# Saint-Sornin, Allier
Saint-Sornin är en kommun i departementet Allier i regionen Auvergne-Rhône-Alpes i de centrala delarna av Frankrike. Kommunen ligger  i kantonen Le Montet som ligger i arrondissementet Moulins. År 2022 hade Saint-Sornin 220 invånare.

## Befolkningsutveckling
Antalet invånare i kommunen Saint-Sornin
Referens: INSEE